# Iwakura, Aichi
Iwakura (岩倉市 (Nham Thương thị) Iwakura-shi) là một thành phố thuộc tỉnh Aichi, Nhật Bản.
Tính đến năm 2010, thành phố có dân số ước tính khoảng 48.287 người và mật độ dân số là 4,600 người/km². Tổng diện tích là 10.49 km².

## Lịch sử
Thành phố được thành lập ngày 1 tháng 12 năm 1971.

## Liên kết ngoài

Bản đồ thành phố Iwakura